# Dịch trạm
Dịch trạm (hay nhà trạm, trạm dịch) là một trạm ngựa, biên chế có từ 30 đến chừng 100 người gọi là Phu trạm, mỗi trạm được cấp bốn con ngựa  có nhiệm vụ việc tiếp nhận và vận chuyển công văn giấy tờ từ triều đình tới địa phương và ngược lại. Ngoài ra dịch trạm còn có nhiệm vụ đón tiếp và phục vụ các đoàn sứ bộ và các quan lại kinh lý đi qua.

## Lịch sử hình thành và phát triển
Từ thời nhà Lý, một số dịch trạm đã được đặt trên tuyến đường Thiên lý để chuyển công văn, giấy tờ, hình thức hoạt động chủ yếu là đi bộ hoặc dùng thuyền. Vào giai đoạn này, hệ thống nhà trạm còn thưa thớt, ngựa trạm chưa phổ biến, nhiều dịch trạm còn không có ngựa. Cùng với thời gian, qua các triều Trần, Lê, nhiều nhà trạm mới được bổ sung, ngựa trở thành phương tiện di chuyển quan trọng, tuy rằng số lượng ngựa cung cấp cho các trạm vẫn còn hạn chế.
Tới thời nhà Nguyễn, hệ thống dịch trạm nhận được sự quan tâm và được phát triển thành một hệ thống tương đối hoàn chỉnh. Năm 1802, vua Gia Long cho thành lập Ty Bưu chính với nhiệm vụ đưa đón quan lại và vận chuyển công văn. Hoạt động của hệ thống dịch trạm đóng vai trò then chốt trong việc vận hành Ty Bưu chính.

## Tổ chức

### Nhân sự
Ở mỗi trạm, đứng đầu là Cai đội, giúp việc có một Phó đội và các Phu dịch lo việc qua lại giữa các trạm. Số lượng phu dịch không thống nhất mà tuỳ vào tầm quan trọng của tuyến đường mà được cắt đặt nhiều hay ít, ví dụ như từ phủ Thừa Thiên (kinh thành) tới Quảng Bình mỗi trạm có 80 người, từ Quảng Bình tới Gia Định mỗi trạm 50 người. Tới thời Minh Mạng, Cai đội đổi thành Dịch thừa còn Phó đội đổi thành Dịch mục, số ngựa mỗi trạm được tăng thành ba con, riêng một số trạm quan trọng được cấp bốn con, phục vụ thông tin liên lạc thông suốt và kịp thời trong hai chiều.

### Bố trí và Xây dựng
Tới thời Nguyễn, hệ thống dịch trạm trải rộng trên toàn 30 tỉnh, phủ và đạo dọc theo đường Thiên lý, khoảng cách giữa các trạm dao động trong khoảng 20 đến 30 dặm (12 – 18 km). Nhà trạm được bố trí ven đường lộ, gồm ba gian, hai chái, xây gạch lợp mái ngói hoặc mái tranh. Trước trạm có treo biển ghi tên, chữ được sơn son thếp vàng. Giữa sân trạm có cột cờ treo cờ cả ngày lẫn đêm để phu trạm có thể nhận ra từ xa. Xung quanh trạm được bao bằng tường rào, bốn óc có bốn chòi gác để sớm phát hiện các phu trạm đang tới nhằm nhanh chóng chuẩn bị tin tức, công văn. Theo Đại Nam nhất thống chí, thời nhà Nguyễn có tổng cộng 158 dịch trạm như vậy được ghi nhận.

## Hoạt động
Theo quy định của triều đình, các dịch trạm chỉ chịu trách nhiệm vận chuyển công văn, giấy tờ và tin tức từ triều đình, những nhu cầu vận chuyển riêng tư như thư từ, bưu phẩm, bưu kiện của dân và kể cả quan lại đều không được phép. Riêng quan lại đi công vụ thì được phép nhờ phu trạm vận chuyển hành lý. Các dịch trạm phải luôn chuẩn bị sẵn lương thực, thực phẩm và các vật dụng thiết yếu để nghênh tiếp và đưa tiễn các quan làm nhiệm vụ. Với những quan lại lợi dụng cương vị bắt phu trạm phục dịch riêng nếu bị phát hiện sẽ xử trị rất nghiêm.
Việc vận chuyển công văn, giấy tờ được gọi là chuyển đệ, mức độ chuyển đệ được quy định rõ ràng từ tối khẩn tới bình thường để nhà trạm theo đó bố trí phương tiện và thời gian thực hiện. Nếu phu trạm chậm trễ trong việc chuyển tin tức sẽ bị phạt, nhẹ nhất cũng bị cai đội noc ra đánh bằng gậy. Trường hợp chạy tin khẩn phu trạm được phát thêm nhạc đồng, chuông đồng hoặc kèn đồng để người dân biết đường tránh dẹp. Thuyền đò ngay cả khi đã qua sông nghe tiếng nhạc rung cũng phải quay lại đón. Ngoài ra phu trạm còn được phát thêm cờ hiệu, màu sắc quy định tính chất khẩn cấp của tin tức, ví dụ cờ nền đỏ thêu chữ đen "Mã thượng phi đệ" là tin tối khẩn cấp, cờ màu lam thêu chữ đỏ mức khẩn cấp chỉ vừa vừa. Trong trường hợp chuyển tin quân sự quan trọng, phu trạm phải cắm thêm lên trên cờ Vũ hich được làm từ lông cánh gà (chọn từ những chiếc lông dài và đẹp nhất của gà trống, khâu lại thành một mảng quấn khắp ngọn cờ). Tại các bốt gác tại dịch trạm, mỗi khi thấy có Vũ hịch đang phi thì phải lập tức chuẩn bị ngựa trạm và cắm sẵn Vũ hịch lên chóp cờ, chờ tin đến là lập tức đi ngay.
Để đảm bảo tốc độ truyền tin, triều đình cho phép ngựa trạm phi nhanh hết tốc độ, không cần tránh người đi đường, nếu người nào không tránh kịp bị ngựa xéo chết thì phu trạm cũng không bị truy cứu.